# Browningia hertlingiana
Browningia hertlingiana är en kaktusväxtart som först beskrevs av Curt Backeberg, och fick sitt nu gällande namn av Franz Buxbaum. Browningia hertlingiana ingår i släktet Browningia och familjen kaktusväxter. Inga underarter finns listade i Catalogue of Life.

## Bildgalleri

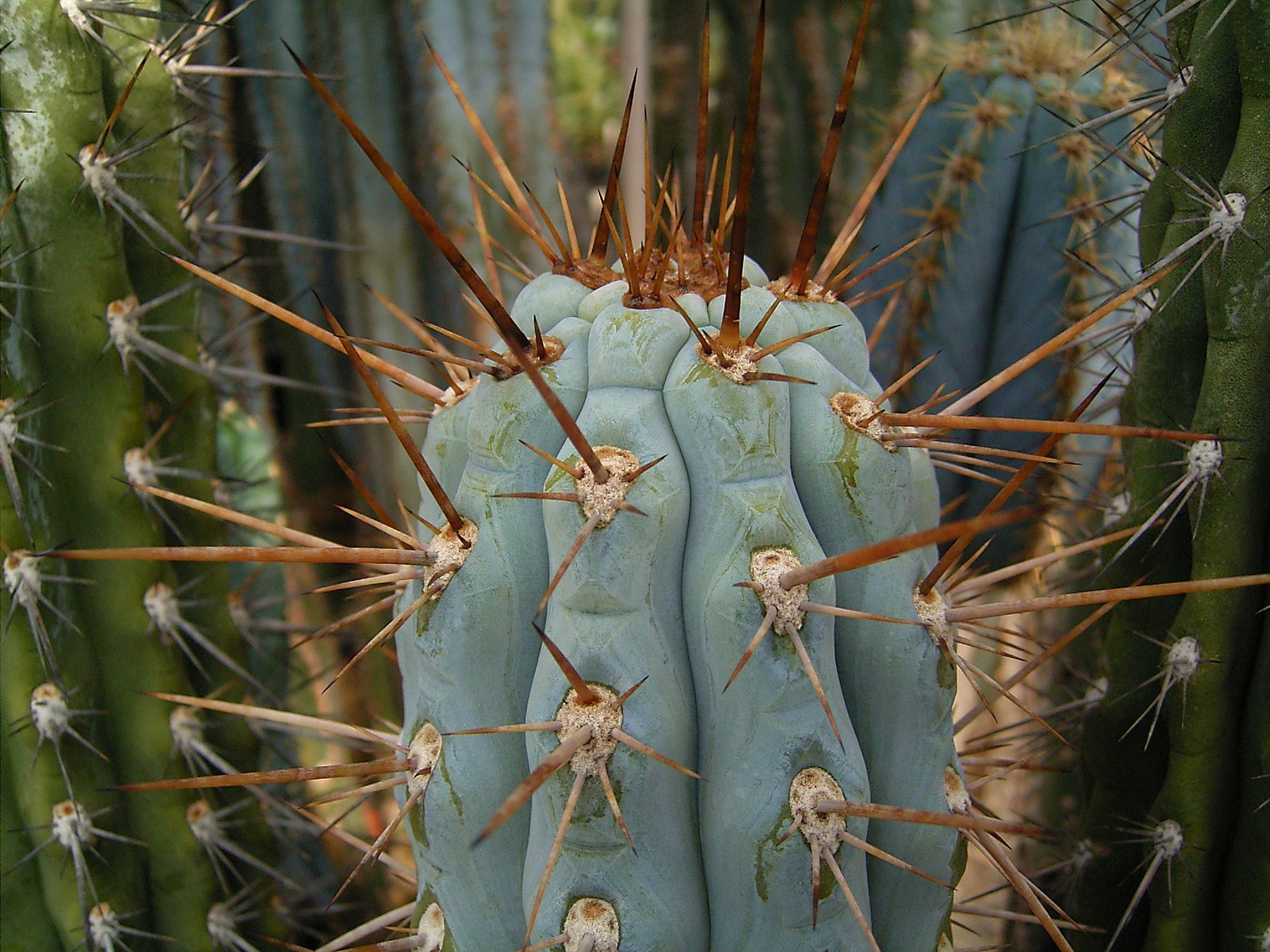
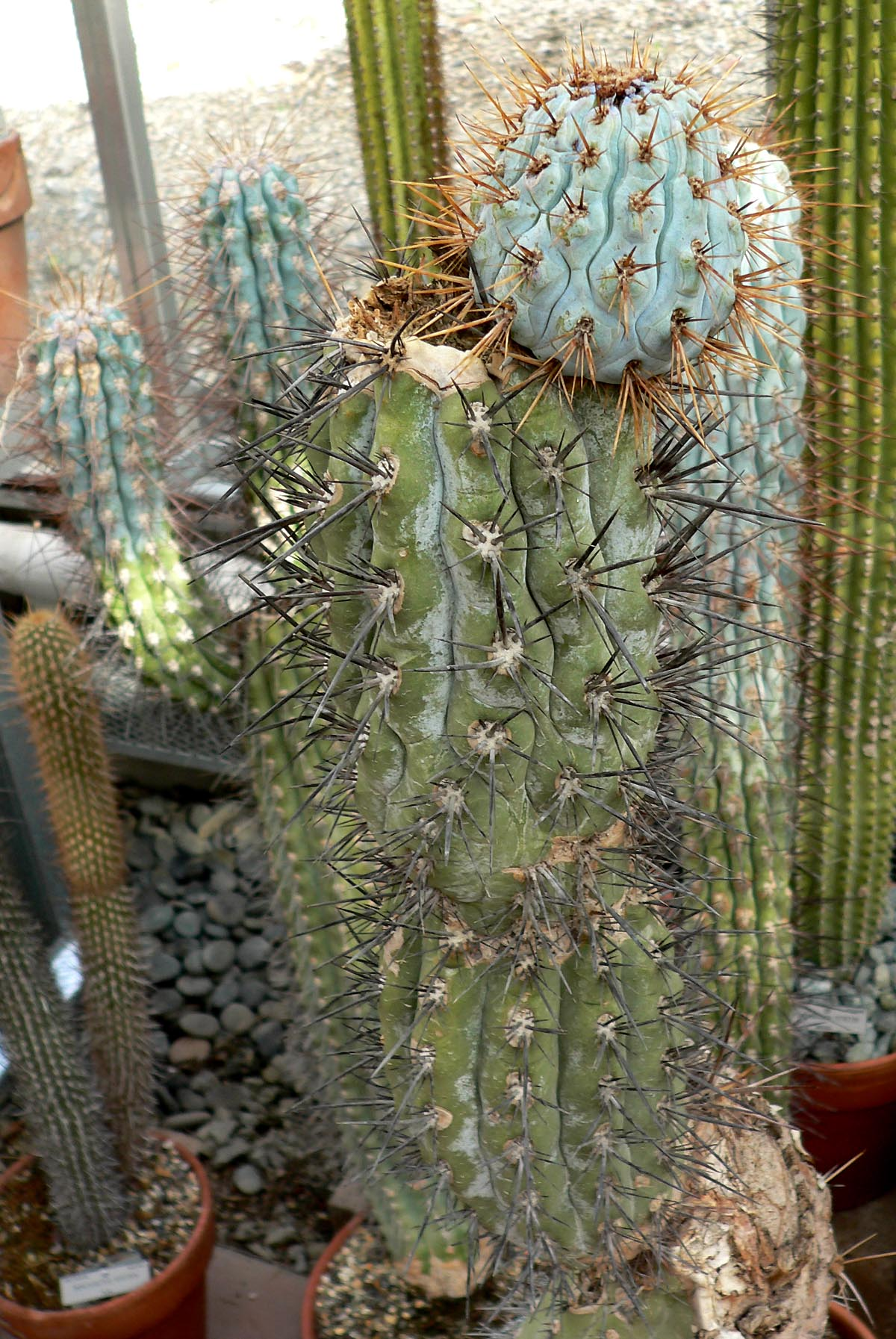
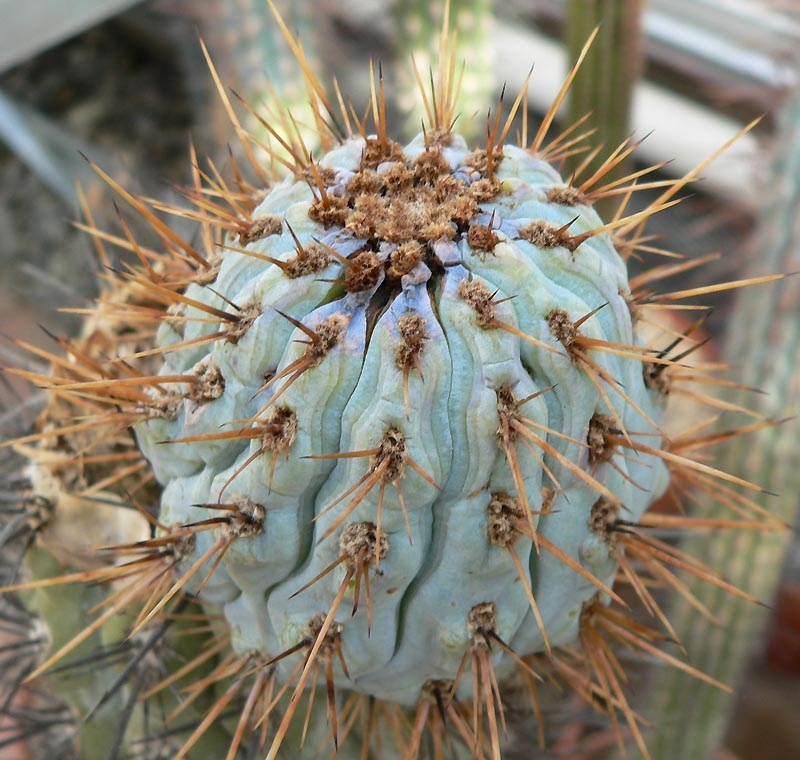
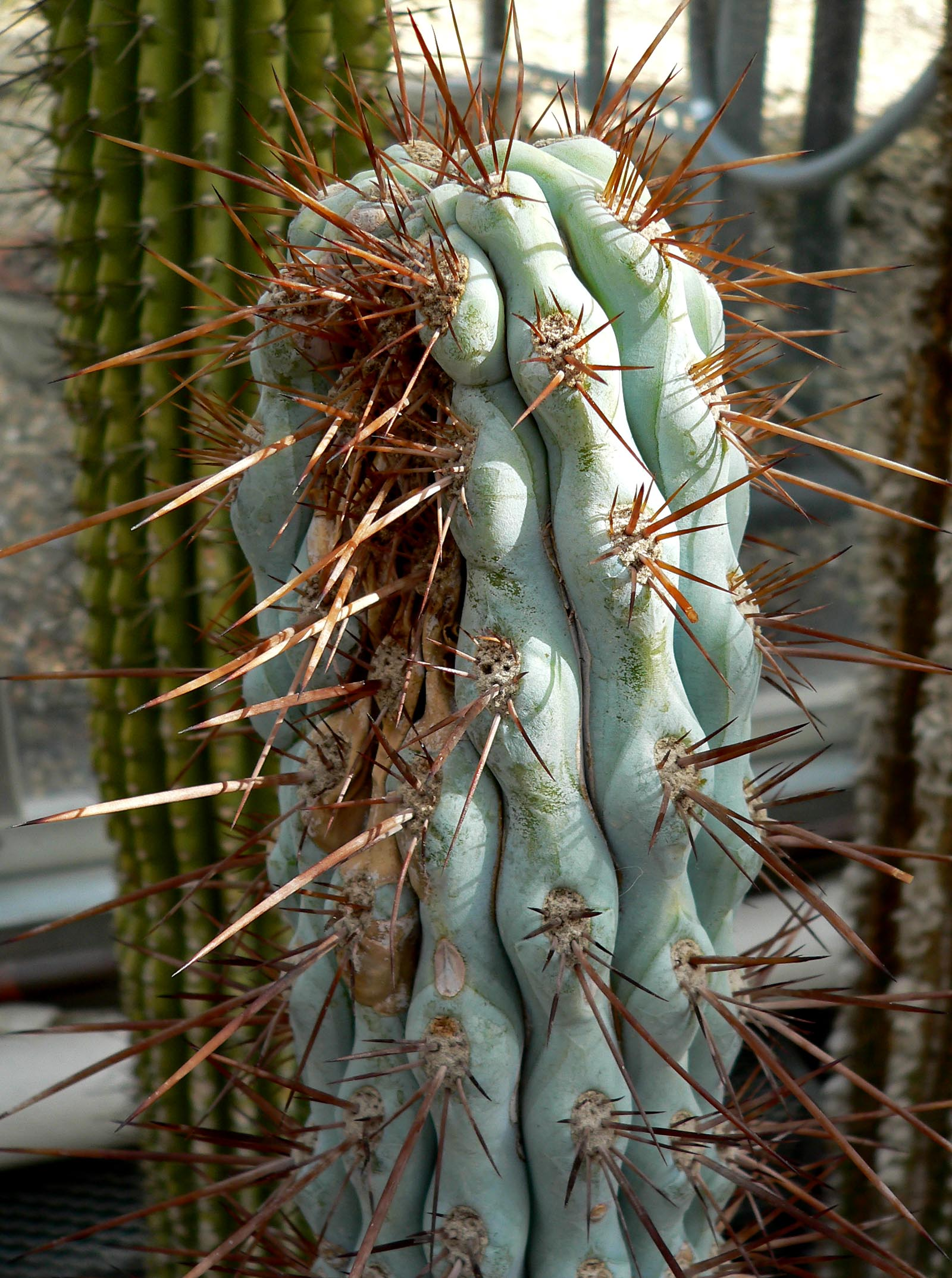
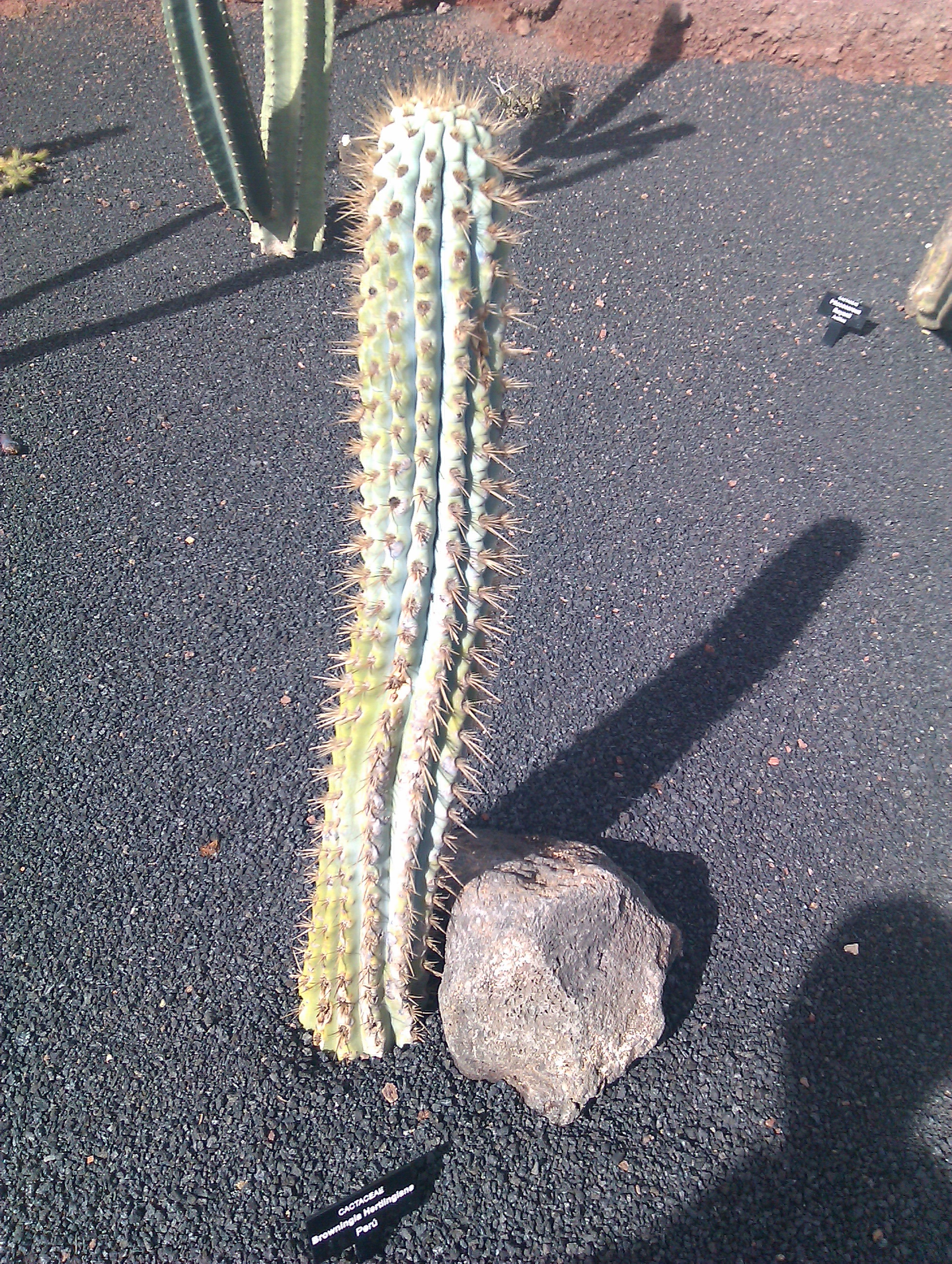
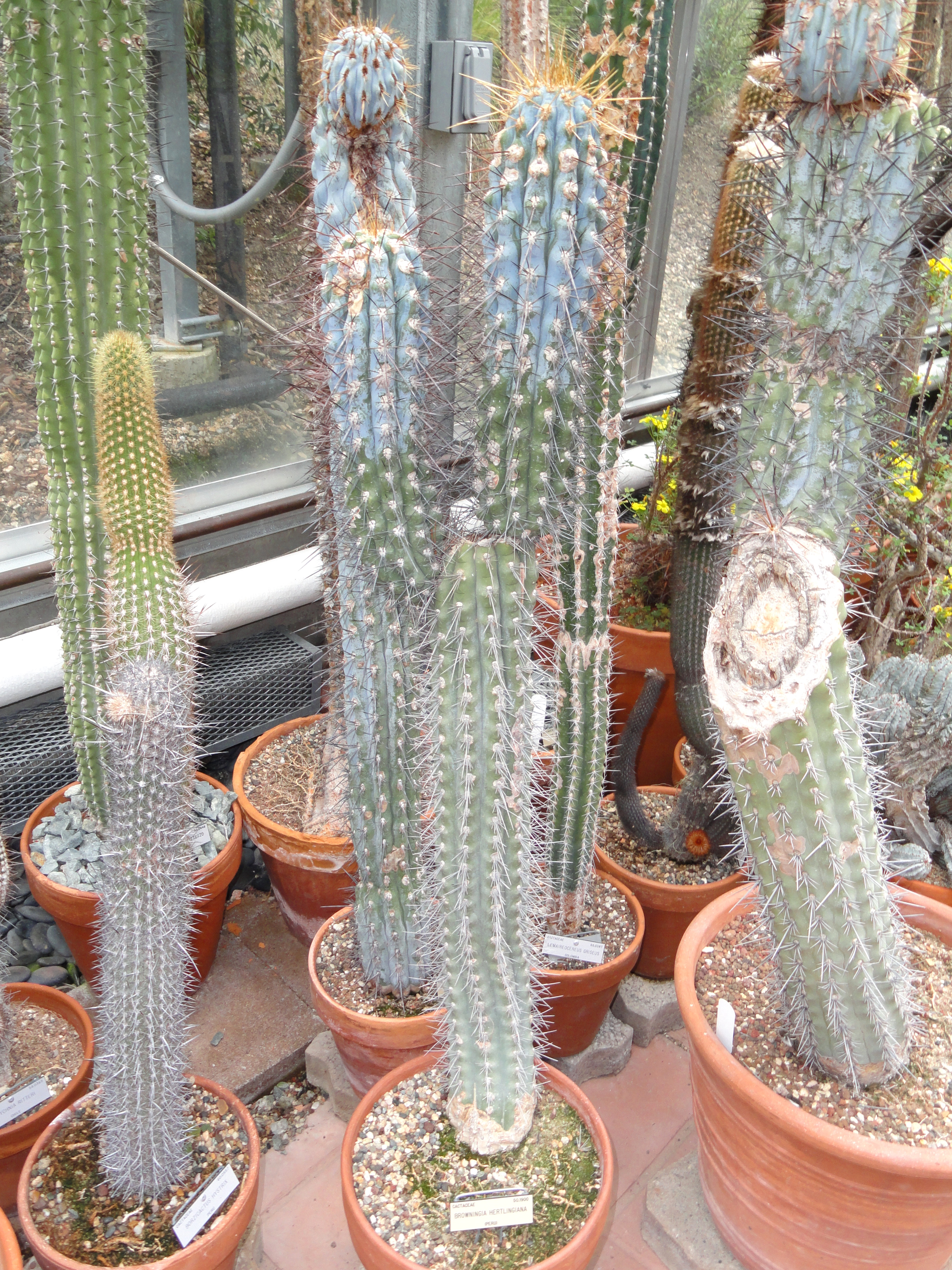